# Quaqua framesii
Quaqua framesii là một loài thực vật có hoa trong họ La bố ma. Loài này được (Pillans) Bruyns miêu tả khoa học đầu tiên năm 1983.